# Electro house
L'electro house (nota anche come dirty house, real electro, hard electro) è originaria dei Paesi Bassi; è un sottogenere della musica house che unisce il groove tipico di quest'ultima a caratteristiche più spiccatamente tipiche della musica elettronica in particolar modo una semplificazione voluta delle sonorità elettropop degli anni 80 e richiami alla musica electro nata negli stessi anni all'interno della comunità afroamericana negli USA.
Confermatasi come genere negli anni 2000, è caratterizzata da una ritmica a quattro quarti tra 125 e 130 bpm che richiama la tech-house, ma con un gran utilizzo di bassi elettronici molto forti suonati a frequenze ed inviluppo elevati. I tratti caratteristici sono ricercabili in un groove molto duro con parti ritmiche spesso composte dalla sola cassa e rullante/handclap con sullo sfondo il cymbal, il tutto seguendo schemi ben consolidati nella house music e spesso ancor più volutamente semplificati. Altra differenza è il basso synth in evidenza, formato da onde molto semplici, solitamente un 'quadrato' o un 'dente di sega', avente un forte ruolo nella ritmica, e spesso tendente ad un suono acid. Non eccessivamente frequente è la presenza di parti cantate, comunque mai presenti particolari evoluzioni, si predilige curare però il timbro della voce con uso di effetti quali il distorsore, delay, riverbero, filtro ecc. I testi sono abbastanza trasgressivi. Spesso varie canzoni easy house o anche hip hop vengono tramutate in versioni elettroniche.
È uno dei generi di musica elettronica più estremi, spesso viene confuso per normali produzioni house, essendo ritenute molte volte commerciale, tuttavia l'electro, si distacca completamente dalla musica più in voga, e si adatta a un ambiente più underground, tuttavia non mancano nelle classiche serate house, molte produzioni electro, seppur meno apprezzate del genere house.
Differenti sono gli stili all'interno del genere stesso, come testimonia anche la presenza di alcuni sottogeneri come la fidget house, molto diffusa nel Nord Italia, o generi di più recente creazione come la dutch house anch'essa originaria dei Paesi Bassi.
Gli stili variano anche dalle differenti scuole territoriali, come quella tedesca di artisti come Boys Noize e Spencer & Hill, quella brasiliana di Dirtyloud e Felguk (la scuola sudamericana in questione ha sonorità fortemente influenzate dal Dubstep), quella francese di Justice e Kavinsky o quella svedese di Axwell, Sebastian Ingrosso e Dada Life.
Per tutti gli anni 2000 l'electro house ha influenzato le produzioni di molte icone pop come Lady Gaga, Kelly Rowland, Beyoncé, Madonna e Katy Perry, che hanno collaborato con artisti electro house o utilizzato basi strumentali ispirate a tale genere. In realtà più che altro si deve ai numerosi remix di molte produzioni delle cantanti citate precedentemente e a parte qualche brano house, non vi sono produzioni electro di esse, proprio perché la vera electro house, non è commerciale, ed è meno apprezzata ai generi più in voga dance pop e house.
Artisti che producono electro house sono spesso dj, producers o artisti che erano soliti lavorare con la musica elettronica o con un background house che riguarda la corrente classica, e che hanno iniziato negli ultimi anni a sperimentare questi nuovi percorsi. La cassa "rimbalzante" e il potente suono del basso di "Baby beat box" di Stylophonic alias Stefano Fontana, artista house, è un tipico esempio di house elettronica. La canzone dei Sikk "My washing machine", nel remix di Bini&Martini, è un pezzo elettronico rallentato e rielaborato in chiave house elettronica con l'aggiunta della cassa/basso rimbalzante.
Altri artisti che si sono occupati di electro house sono anche Gianluca Motta, The Drill, Yoshimoto, Roman Flugel, Tiga, proveniente dalla scuola electroclash che ne è un tipico esempio con i suoi pezzi, come "Pleasure from the bass", "You gonna want me" e "Hot in herre", DK7, alcuni dischi dei cugini Jesper e John Dahlbäck, Motel Connection con pezzi come "Two", ma anche i Subsonica con il loro pezzo "Atmosferico II" tratto dal loro album Amorematico.

## Sottogeneri
- Complextro: sottogenere minore della musica house che incorpora elementi della electro house, del dubstep e del fidget house. Diffusasi verso la seconda metà del 2010, il termine fu coniato dal produttore americano Porter Robinson e nasce dall'unione delle parole "complex" ed "electro", indicando un tipo di musica caratterizzata da linee di basso potenti, l'utilizzo di più strumenti in rapida successione, frammenti di parti vocali campionate, suoni sintetizzati (tra cui tratti tipici della chiptune) e glitch.